# Kubok SSSR 1945
La Kubok SSSR 1945 fu la 6ª edizione del trofeo. Vide la vittoria finale dello CDKA Mosca, al suo primo titolo, che vinse in finale contro la Dinamo Mosca.

## Formula
Con la ripresa dei campionati sovietici fu confermata la formula della precedente edizione: cinque turni ad eliminazione diretta, con gare di sola andata, eventuali supplementari in caso di parità al termine dei 90 minuti regolamentari e replay.
Vi parteciparono sia formazioni della Pervaja Gruppa 1945 che della Vtoraja Gruppa 1945.

## Primo turno
Le gare furono disputate tra il 9 e il 28 settembre 1945.
| Squadra 1             | Risultato   | Squadra 2                |
| --------------------- | ----------- | ------------------------ |
| Dinamo Baku           | 2 – 0       | Zenit Sverdlovsk         |
| Dinamo Alma-Ata       | 3 – 0       | Traktor Chelyabinsk      |
| Dinamo Erevan         | 4 – 2 (dts) | DKA Novosibirsk          |
| Zenit Leningrado      | 1 – 0 (dts) | MVO Mosca                |
| Dinamo Kiev           | 0 – 2       | Lokomotiv Charkiv        |
| Torpedo Gor'kij       | 0 – 3       | Torpedo Mosca            |
| Dinamo Minsk          | 3 – 4       | Stachanovec Stalino      |
| Dinamo Ivanovo        | 3 – 2 (dts) | KBF Leningrado           |
| Spartak Leningrado    | 1 – 6       | Dinamo Mosca             |
| Dinamo Leningrado     | 5 – 1       | Lokomotiv Mosca          |
| Dinamo Tbilisi        | 2 – 0       | Piščevik Odessa          |
| Stalin Avtozavod      | 1 – 2       | Traktor Stalingrado      |
| Spartak Mosca         | 3 – 1       | Trudovye Rezervy Mosca   |
| Kryl'ja Sovetov Mosca | 3 – 1       | Kryl'ja Sovetov Kujbyšev |
| CDKA Mosca            | 3 – 0       | VVS Mosca                |
| DKA Tbilisi           | 5 – 0       | Kryl'ja Sovetov Molotov  |

## Ottavi di finale
Le gare furono disputate tra il 16 settembre e il 2 ottobre 1945.
| Squadra 1           | Risultato | Squadra 2             |
| ------------------- | --------- | --------------------- |
| Dinamo Alma-Ata     | 2 – 1     | Dinamo Baku           |
| DKA Tbilisi         | 3 – 0     | Dinamo Erevan         |
| Zenit Leningrado    | 3 – 0     | Lokomotiv Charkiv     |
| Dinamo Mosca        | 5 – 2     | Torpedo Mosca         |
| Dinamo Leningrado   | 3 – 2     | Stachanovec Stalino   |
| CDKA Mosca          | 5 – 1     | Kryl'ja Sovetov Mosca |
| Spartak Mosca       | 1 – 2     | Dinamo Tbilisi        |
| Traktor Stalingrado | 2 – 0     | Dinamo Ivanovo        |

## Quarti di finale
Le gare furono disputate tra il 2 e il 4 ottobre 1945.
| Squadra 1           | Risultato | Squadra 2         |
| ------------------- | --------- | ----------------- |
| Dinamo Mosca        | 4 – 0     | Dinamo Leningrado |
| CDKA Mosca          | 1 – 0     | Dinamo Tbilisi    |
| Traktor Stalingrado | 1 – 0     | Dinamo Alma-Ata   |
| Zenit Leningrado    | 2 – 1     | DKA Tbilisi       |

## Semifinali
Le gare furono disputate tra il 4 e il 6 ottobre 1945.
| Squadra 1    | Risultato | Squadra 2           |
| ------------ | --------- | ------------------- |
| CDKA Mosca   | 7 – 0     | Zenit Leningrado    |
| Dinamo Mosca | 3 – 0     | Traktor Stalingrado |

## Finale
| Mosca 14 ottobre 1945, ore ?:?                                            | CDKA Mosca | 2 – 1 referto | Dinamo Mosca | Stadio Dinamo (Mosca) (80000 spett.) |
| \| \| \| \| \| Nikolaev 45’ Vinogradov 65’ \| Marcatori \| 9’ Solov'ëv \| |            |               |              |                                      |
|                                                                           |            |               |              |                                      |
| Nikolaev 45’ Vinogradov 65’                                               | Marcatori  | 9’ Solov'ëv   |              |                                      |